# Aleksander Wesołek

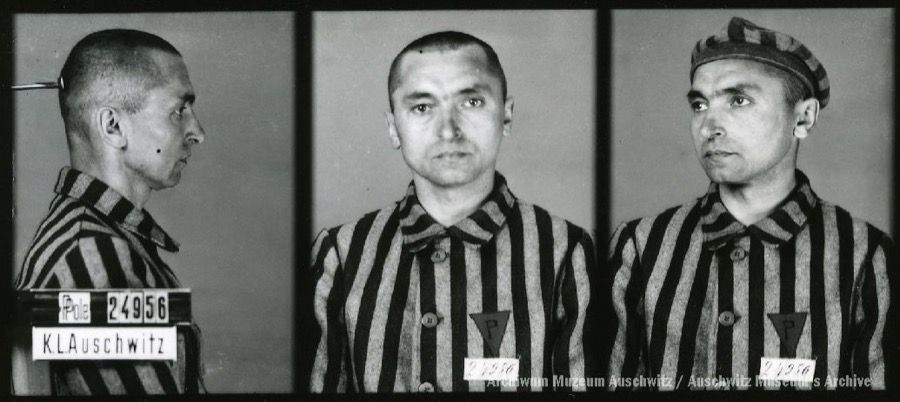
Aleksander Wesołek, więzień KL Auschwitz nr 24956

Aleksander Wesołek ps. „Dąbek” (ur. 25 grudnia 1898 w Warszawie, zm. 15 czerwca 1942 w KL Auschwitz) – kapitan piechoty Wojska Polskiego i komisarz Policji Państwowej, działacz niepodległościowy, kawaler Orderu Virtuti Militari.

## Życiorys
25 grudnia 1898 w Warszawie, w rodzinie Adama i Antoniny ze Skowrońskich. W czasie wojny z bolszewikami walczył w szeregach 33 Pułku Piechoty, awansując na stopień plutonowego.
Był absolwentem Oficerskiej Szkoły dla Podoficerów w Bydgoszczy. 15 lipca 1925 Prezydent RP mianował go podporucznikiem ze starszeństwem z 15 lipca 1925 i 20. lokatą w korpusie oficerów piechoty, a minister spraw wojskowych wcielił do 18 Pułku Piechoty w Skierniewicach. W marcu 1931 został przeniesiony do 85 Pułku Piechoty w Nowej Wilejce, a w marcu 1933 do Korpusu Ochrony Pogranicza i przydzielony do Batalionu KOP „Orany” na stanowisko oficera młodszego 1 kompanii granicznej „Druskienniki”. W 1935 został przydzielony na praktykę w Policji Państwowej. Na stopień kapitana został mianowany ze starszeństwem z 19 marca 1939 i 237. lokatą w korpusie oficerów rezerwy piechoty.
30 maja 1936 został mianowany z dniem 1 czerwca tego roku komisarzem Policji Państwowej i dowódcą kompanii „C” Grupy Rezerwy Policyjnej w Warszawie. Z dniem 19 maja 1939 został przeniesiony do Komendy Wojewódzkiej PP w Białymstoku na stanowisko komendanta powiatowego w Augustowie.
20 grudnia 1941 przybył do obozu koncentracyjnego Auschwitz, w którym zginął 15 czerwca 1942.
22 października 1922 ożenił się z Józefą Kołodkówną (1903–1995). Józefa została pochowana na cmentarzu parafialnym w Nowogrodzie. Jest to także grób symboliczny męża.

## Ordery i odznaczenia
- Krzyż Srebrny Orderu Wojskowego Virtuti Militari nr 2073 (1073)[a][17]
- Krzyż Walecznych dwukrotnie[18]
- Medal Niepodległości – 16 września 1931 „za pracę w dziele odzyskania niepodległości”[19]
- Medal Pamiątkowy za Wojnę 1918–1921[20]
- Medal Dziesięciolecia Odzyskanej Niepodległości[20]